# Kessijärvi
Kessijärvi är en sjö i Finland. Den ligger i kommunen Enare i landskapet Lappland, i den norra delen av landet, 1 000 km norr om huvudstaden Helsingfors. Kessijärvi ligger 130,7 meter över havet. Arean är 1,78 kvadratkilometer och strandlinjen är 14,36 kilometer lång. Sjön  ingår i Pasvik älvs huvudavrinningsområde.   
I övrigt finns följande i Kessijärvi:
- Ohtpecláássáš (en ö)
- Heinämätäslaassa (en ö)
- Jalŋesluohtsuálui (en ö)

I övrigt finns följande vid Kessijärvi:
- Korppikurujärvi (en sjö)
- Matalajärvi (en sjö)